# Deuterollyta abachuma
Deuterollyta abachuma är en fjärilsart som beskrevs av William Schaus 1922. Deuterollyta abachuma ingår i släktet Deuterollyta och familjen mott. Inga underarter finns listade i Catalogue of Life.